# Kirkův jev
Kirkovým jevem je nazýván jev v bipolárním tranzistoru (BJT), který nastává při velkém kolektorovém proudu. Se vzrůstajícím kolektorovým proudem klesá zesílení tranzistoru. Ve výstupní charakteristice se tento jev projeví jako tzv. oblast kvazisaturace.
Tuto oblast nalezneme nad klasickými výstupními charakteristikami. Dochází zde ke zhuštění křivek a změně jejich sklonu. Také dojde k vytvoření pomyslné nové mezní přímky. To má za následek výrazné zvýšení saturačního napětí. 
Při běžném provozu tranzistoru, tedy při dodržení mezních hodnot kolektorového proudu stanovených výrobcem, k tomuto jevu téměř nedochází. Maximální hodnota kolektorového proudu je totiž volena mimo jiné i s ohledem na tento jev.